# 津村潔
津村 潔（つむら きよし、1963年8月1日 - ）は、新潟県新潟市出身の元プロ野球選手（投手）。右投右打。

## 来歴・人物
1976年、調布リトルリーグの一員として世界選手権に出場、対西ドイツ戦にて完全試合を達成している。当時は同チームの後輩・荒木大輔より優れた投手だったと後に高校、プロでも同僚となる武田一浩が証言している。
明大中野高から、1982年にドラフト外で日本ハムファイターズに入団。1年目は打撃投手などを務め、1983年から選手登録されたが一軍公式戦に出場がないまま、1985年10月に現役を引退。
引退後は、そのまま打撃投手となる。現在は、退団し都内在住の映像制作・企画・出版関連の会社員。出身の調布リトルシニアでコーチを務める。

## 詳細情報

### 年度別投手成績
- 一軍公式戦出場なし

### 背番号
- 66 （1982年）
- 37 （1983年 - 1985年）
- 68 （1986年 - 1989年）
- 98 （1990年 - 2001年）